# Crist acomiadant-se de la seva Mare
El tema de Crist acomiadant-se de la seva Mare degué ser poc corrent en el corpus pictòric d'El Greco, tenint em compte que només s'esmenta una vegada en els dos Inventaris fets després de la mort d'aquest artista, i que només han arribat fins a l'actualitat dues obres considerades autògrafes d'aquesta temática. Aquestes dues pintures están catalogades per Harold Wethey amb els Ns. 70 i 71 del seu Catàleg Raonat d'Obres d'El Greco.

## Temàtica de l'obra
Aquest episodi no és gaire freqüent a la iconografia cristiana, perquè no está descrit als Evangelis canònics. Tanmateix, està narrat a les Meditacions sobre la Vida de Crist del Pseudo-Bonaventura.

## Anàlisi de l'obra
La pintura més important que ha arribat fins a l'actualitat és la conservada a l'Institut d'Art de Chicago. És una obra emocionant, on les dues figures vesteixen sengles túniques roses, cobertes per mantells blaus, davant un cel blau clar amb núvols blancs. Les mans són llargues i subtils, molt expressives i d'un dibuix esplèndid.

## Versió deSinaia (Romania)(antigament)
Oli sobre llenç; 24 x 21 cm.
Es tracta d'una petita reducció de l'obra anterior, de data potser lleugerament posterior. Antigament a la Residencia Reial del Castell de Peleș
Josep Gudiol i Ricart destaca l'extraordinari refinament d'aquesta obra, especialment en la figura de la Verge. També comenta que El Greco freqüentment presenta dos o més personatges lligats per l'acció, però sense una participació expressada pel sentiment. Segons aquest autor, de tot el corpus pictòric d'El Greco, és en aquestes dues obres on millor assoleix d'establir una relació afectiva entre dos personatges.

## Còpies
- Rotterdam; Oli sobre llenç; 100 x 118 cm.; Rèplica de l'obrador; 1585-90; Obra en bones condicions, que tanmateix no arriba al nivell de les obres originals d'El Greco.
- Museu de Santa Cruz; Toledo; Oli sobre llenç; 131 x 83 cm.; Tot i que August L. Mayer i el Dr. Soehner creuen que en aquesta obra hi va intervenir directament El Greco, tanmateix Harold E.Wethey hi dissenteix, afirmant que és una còpia ruda i mecànica, restaurada l'any 1963.[3]